# Новикова, Надежда Иосифовна
Наде́жда Ио́сифовна Но́викова (30 октября 1918, Чуварлей-Майдан, Нижегородская область — 1 ноября 2004, Ардатов, Нижегородская область) — заведующая Ардатовской центральной районной больницей, Заслуженный врач РСФСР, почётный гражданин Ардатова.

## Биография
Родилась 30 октября 1918 в селе Чуварлей-Майдан Ардатовского уезда Нижегородской губернии (по другим данным — в Шатковской волости Лукояновского уезда Нижегородской губернии) в семье кустарей-колесников. В 1925 году вместе с семьёй переехала в Ардатов. Родители за некоторое время скопили денег и купили достаточно большой кирпичный дом, за что в 1930-е годы подверглись раскулачиванию, в результате чего Надежде пришлось уйти из школы. Окончила Ардатовский медицинский рабочий факультет, след за ним — Горьковский медицинский институт в 1941 году. В ноябре того же года, после начала Великой Отечественной войны была мобилизована. Проходила службу в должности начальника санитарной службы 80-й танковой бригады. В 1943 году была демобилизована и вернулась в Ардатов, где поступила на работу в Ардатовскую центральную районную больницу. С 1946 до выхода на пенсию в 1985 году — заведующая этой больницей. Скончалась 1 ноября 2004 года в Ардатове, была похоронена на поселковом кладбище.

## Награды
В 22 октября 1970 года Надежде Иосифовне было присвоено звание «Заслуженный врач РСФСР». Была награждена орденом «Знак Почёта» и Отечественной войны 2-й степени. В 1987 году постановлением поселкового Совета народных депутатов Надежде Иосифовне Новиковой было присвоено звание «Почётный гражданин Ардатова».